# Luzerner Polizei
Die Luzerner Polizei ist die Polizei des Kantons Luzern. Sie beschäftigt rund 900 Mitarbeitende (Stand 2023) in sieben Abteilungen. Jährlich rückt die Luzerner Polizei durchschnittlich zu 43'000 Einsätzen aus (Stand 2023).

## Aufgaben

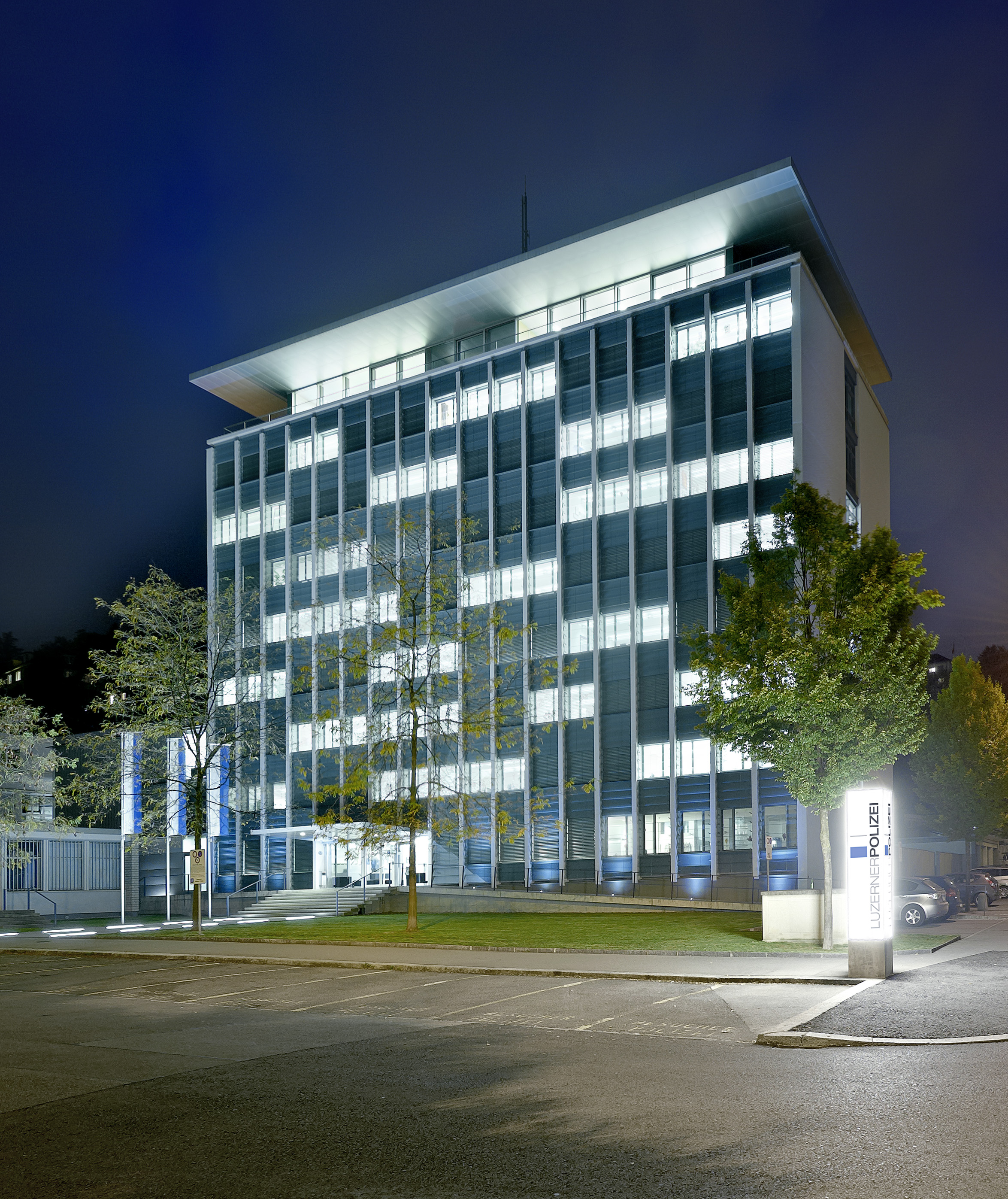
Hauptgebäude der Luzerner Polizei am Standort Kasimir-Pfyffer-Strasse 26 in Luzern

Die Hauptaufgabe der Luzerner Polizei ist die Erhaltung der öffentlichen Sicherheit und Ordnung auf dem Kantonsgebiet. In den Aufgabenbereich der Luzerner Polizei fallen unter anderem die Prävention, die Ergreifung von Massnahmen zur Beseitigung von Gefahr für Mensch, Tier und Umwelt sowie die Durchsetzung der eidgenössischen und kantonalen Vorgaben im Bereich Sicherheits-, Kriminal- und Verkehrspolizei. Im Gebiet der Strafverfolgung erbringt sie Ermittlungsarbeit für die zuständige Staatsanwaltschaft. Des Weiteren erfüllt die Luzerner Polizei Vollzugshilfe für Verwaltung, Ämter- und Strafverfolgungsbehörden, falls diese angefordert wird.

## Organisation
Der Vorsteherin des Justiz- und Sicherheitsdepartements (JSD) des Kantons Luzern ist der Luzerner Polizei übergeordnet. Durch Verordnungen des Regierungsrats des Kantons Luzern wird die Organisation der Luzerner Polizei geregelt und durch den gewählten Kommandanten wird die Luzerner Polizei geführt.
Seit 2014 ist Adi Achermann Kommandant der Luzerner Polizei und wird von Thomas Christen als stellvertretender Kommandant und Chef Verwaltungspolizei in seiner Aufgabe unterstützt. Beide sind Mitglieder der achtköpfigen Geschäftsleitung. Dem Kommandanten sind das Kommandosekretariat und die Stabstelle Kommunikation und Prävention  angegliedert. Die sieben Abteilungen erfüllen teils polizeiliche Aufgaben oder sind zur Unterstützung, Ausbildung und Koordination der anderen Abteilungen zuständig.

### Sicherheits- und Verkehrspolizei
Die zentrale Aufgabe der Sicherheits- und Verkehrspolizei (SiVPol) ist es, Brennpunkte rechtzeitig zu erkennen und für Sicherheit zu sorgen. Die SiVPol ist im ganzen Kanton Luzern zuständig für alle Erstinterventionen bei kriminal-, verkehrs- und sicherheitspolizeilichen Ereignissen. Im sicherheits- und verkehrspolizeilichen Bereich erledigt die SiVPol alle Fallbearbeitungen eigenständig. Im kriminalpolizeilichen Bereich sind es 80 % aller Fallbearbeitungen. Dazu zählen alle relevanten Informationen am Ereignis-/Unfall- und Tatort sicherzustellen, nach tatverdächtigen Personen zu fahnden, Befragungen von Beteiligten, Auskunftspersonen und Zeugen durchzuführen und die notwendigen Anzeigen und Berichte zuhanden der Staatsanwaltschaft und anderer Behörden zu schreiben.

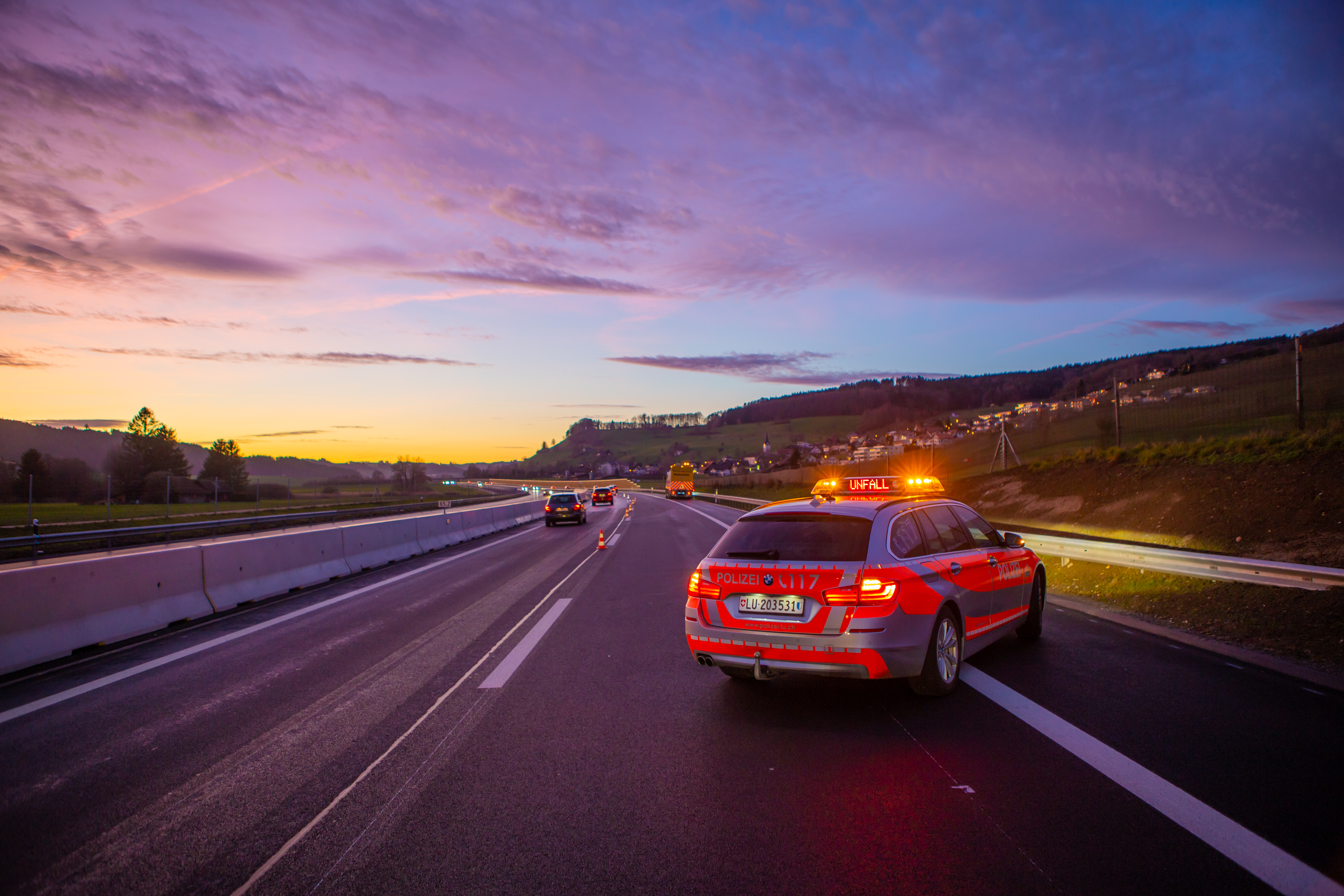
Polizeiauto der Luzerner Polizei bei einem Unfall auf der Autobahn

Die SiVPol ist unterteilt in die Bereiche Sicherheitspolizei Süd (Sipo Süd), Sicherheitspolizei Nord (Sipo Nord) und die Verkehrspolizei (VP). Die Aufgaben der SiVPol sind in die zwei Teilbereiche «polizeiliche Grund- und Spezialversorgung» gegliedert. Die uniformierten Polizistinnen und Polizisten der Sicherheits- und Verkehrspolizei (SiVPol) sind rund um die Uhr während 365 Tagen im ganzen Kantonsgebiet unterwegs – mit dem Streifenwagen, Polizeiboot, Motorrad, Fahrrad oder zu Fuss. Sie sind überall dort präsent, wo die Bürgerinnen und Bürger wohnen, arbeiten, die Freizeit verbringen oder im Strassenverkehr unterwegs sind. Die SiVPol verfügt über mehrere über den ganzen Kanton Luzern strategisch verteilte Polizeiposten. Diese dienen als Anlaufstelle für die Bevölkerung, als Fundament für einen bürgernahen Polizeidienst, als Brückenkopf für die Netzwerkarbeit mit der Wohnbevölkerung, Institutionen, Unternehmen und Behörden sowie als Bürostandort für die Mitarbeitenden der SiVPol für die schriftlichen Tätigkeiten. Welche rund 50 % der täglichen Arbeit eines Polizeimitarbeitenden ausmachen. Die Anzahl der Polizeiposten sowie deren strategische Verteilung im Kanton Luzern sind in einen ständigen Optimierungsprozess eingebunden.

### Kriminalpolizei

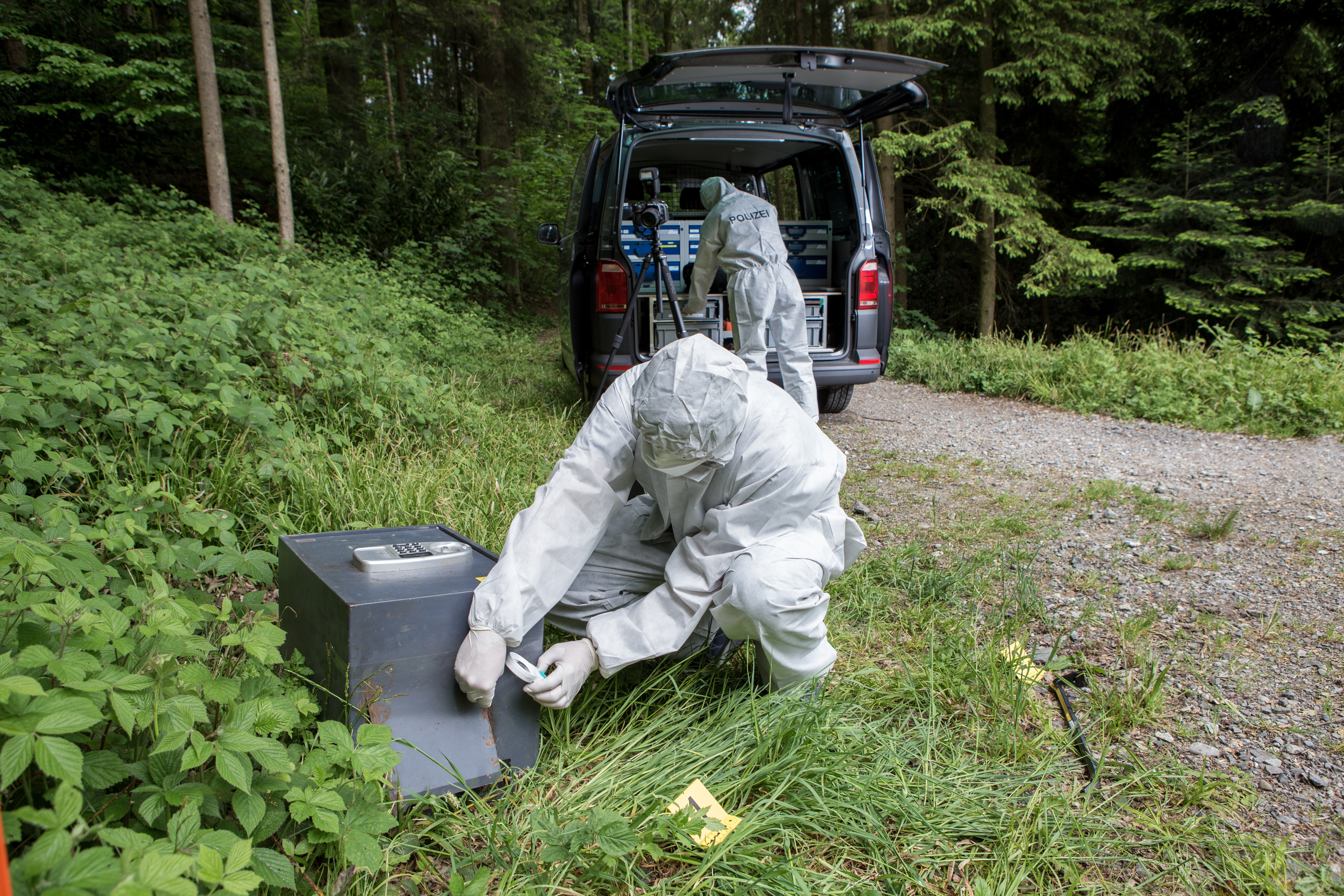
Kriminaltechniker des kriminaltechnischen Dienstes der Luzerner Polizei bei der Spurensicherung

Auftrag der Kriminalpolizei (Kripo) ist das Verdichten von Verdachtslagen und Schaffen von Voraussetzungen für Strafverfahren, welche durch die Staatsanwaltschaft geführt werden. Darunter fallen Delikte gegen Leib und Leben, gegen die sexuelle Integrität, gegen die Allgemeinheit, sowie unter anderem Vermögens-, Wirtschafts- oder Betäubungsmitteldelikte. Die Kriminalpolizei hat den für eine Straftat relevanten Sachverhalt festzustellen. Die Ermittlungsdienste ermitteln und befragen dazu geschädigte und tatverdächtige Personen, während der Kriminaltechnische Dienst, die IT-Forensik und die Bildfahndung dazu Spuren und Beweise sicherstellen und auswerten. Dem Fahndungsdienst, Zentralen Ermittlungsdienst und Dienst Intervention kommen die Aufgaben zu, tatverdächtige Personen anzuhalten und festzunehmen oder nach ihnen zu fahnden. Weiter sind der Kriminalpolizei unter anderem der Gewaltschutz, die geheimen Überwachungsmassnahmen und der kantonale Nachrichtendienst unterstellt. Die Handlungen der Kriminalpolizei richten sich nach dem Polizeigesetz, dem Strafgesetzbuch und der Strafprozessordnung.

### Verwaltungspolizei
Die Verwaltungspolizei ist unter anderem für die Aufsicht und das Erteilen von Bewilligungen im Gastgewerbe und für das Gewerbe im Allgemeinen zuständig. So zum Beispiel für das Gastgewerbe, Lotteriewesen, Reisendengewerbe, Preisbekanntgabe / Unlauterer Wettbewerb, Sexgewerbe oder für den Passivraucherschutz. Zu den Aufgaben der Verwaltungspolizei gehört des Weiteren das Eichen von Waagen und Tanksäulen, die Kontrolle, ob Ladenöffnungszeiten eingehalten werden, die Zulassung und Überprüfung von Waffen und Sprengstoffen sowie die Abwicklung des Pass- und ID-Wesens und die Bereitstellung eines Fundbüros und eines internen Rechtsdiensts.

### Planung und Einsatz

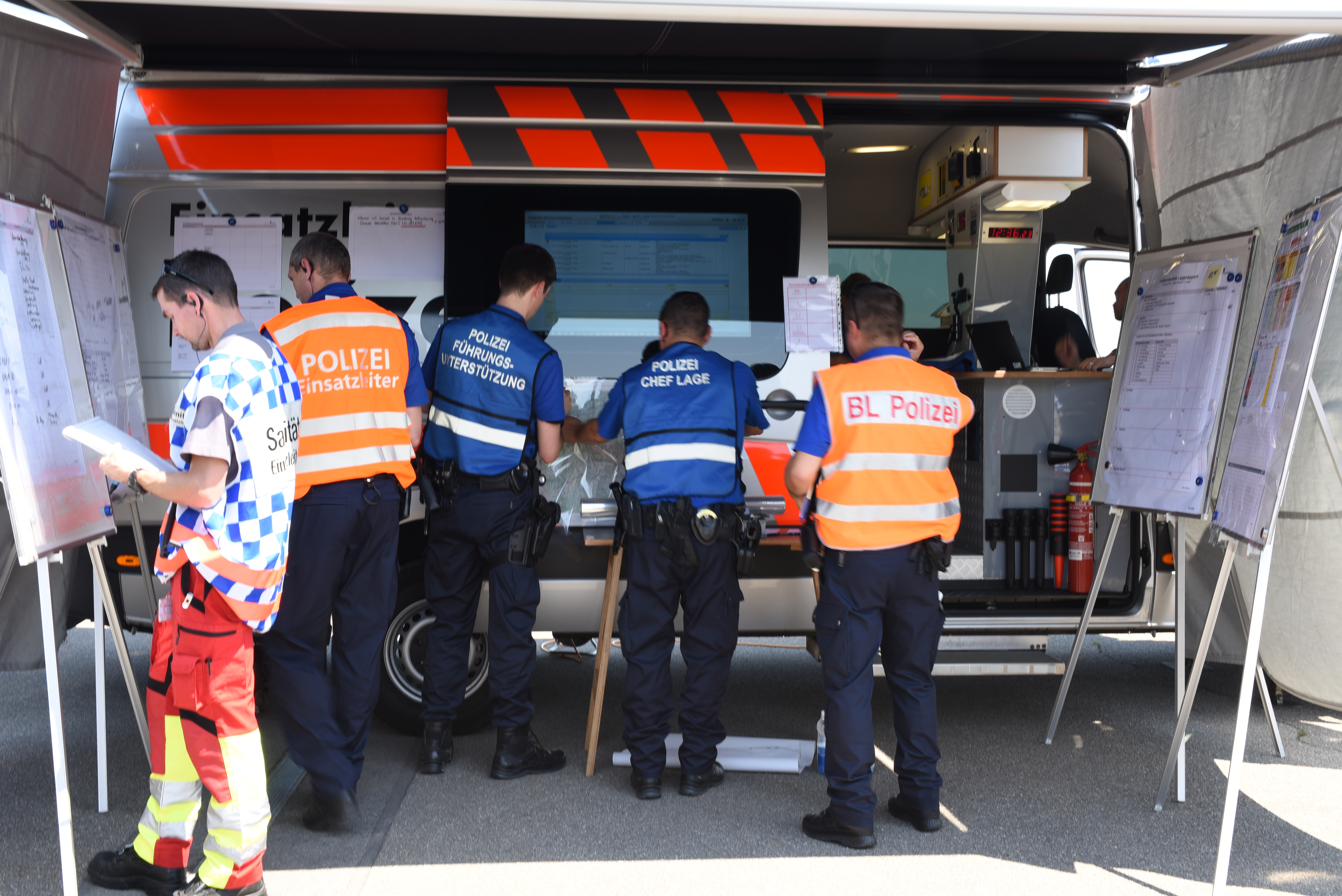
Mobile Einsatzleitzentrale der Luzerner Polizei bei einer Übung

Als Kernaufgabe der Abteilung Planung und Einsatz ist die Koordination und Abstimmung von Einsätzen anzusehen, welche über die einzelnen Abteilungen hinausgehen. Dies ist beispielsweise bei Grossereignissen oder Katastrophenbewältigungen der Fall. Dies bedeutet im Ernstfall die Sicherstellung der Einsatzkoordination, den Einsatz von Hundeführern, das Miteinbeziehen von Verhandlungsgruppen und das Einsetzen von Ordnungsdienstzügen. Die präventiven Aufgaben der Polizei werden vom Dienst Prävention durchgeführt.

### Weitere Organisationseinheiten
Weitere Organisationseinheiten sind die Kommandoabteilung (u. a. Einsatzleitzentrale und Funktechnologie), Finanzen und Controlling sowie die Personalabteilung (Human Resources Managements).

## Geschichte
Als Nachfolgeorganisation der Landjäger-Struktur bildeten sich die Kantons- und Stadtpolizei Luzern. Der 13. August 1803 gilt als Gründungsdatum der modernen Luzerner Polizeikorps, welche sich seit 1682 aus Landjägertruppen heraus weiterentwickelten.
Am 1. Januar 2010 wurde aus der Kantonspolizei Luzern und Stadtpolizei Luzern die Luzerner Polizei. Die beiden Polizeikorps fusionierten und fanden gemeinsam zu neuer Stärke.